# Oncidium maculatum
Espèce
Statut CITES
Oncidium maculatum est une espèce d'orchidées du genre Oncidium originaire d'Amérique centrale.